# Kronika książąt polskich
Kronika książąt polskich (łac. Chronica principum Poloniae) – utwór historiograficzny powstały na Śląsku w latach 1382–1386. Za jego autora uważany jest Piotr z Byczyny, kanonik kolegiaty w Brzegu. Utwór dedykowany jest prawdopodobnym inicjatorom utworzenia dzieła: księciu brzeskiemu Ludwikowi I, jego bratankowi Ruprechtowi I legnickiemu, oraz bratu pierwszego Wacławowi, biskupowi wrocławskiemu.
Kronika składa się z dwóch podstawowych części. Pierwsza opisuje dzieje rodu Piastów i państwa polskiego od czasów najdawniejszych po czasy współczesne autorowi. Druga, stanowiąca odrębną i redagowaną aż do wieku XVI całość (De institucione ecclesiae Wratislaviensis) poświęcona jest historii biskupstwa wrocławskiego, przedstawionej w formie katalogu biskupów.

## Źródła
Część kroniki tycząca wydarzeń do ok. 1285 roku oparta jest przede wszystkim na relacji tzw. Kroniki polsko-śląskiej oraz Kroniki polskiej Galla Anonima. Dalsze fragmenty uważane są za w znacznej mierze własny wytwór Piotra z Byczyny, oparty na tradycji ustnej i lekturze dokumentów, książęcych i biskupich. Oprócz wspomianych wyżej dwóch kronik, w dziele brzeskim odnajdujemy ślady wykorzystania kilku innych źródeł, m.in. Kroniki Pulkawy (lub Kroniki Dalimila), Kroniki Kosmasa, kroniki Marcina Polaka, żywotów św. Wojciecha, św. Jadwigi i św. Stanisława, Wiersza lubiąskiego, Księgi henrykowskiej, Rocznika krzeszowskiego, Nagrobków książąt śląskich. Druga część kroniki oparta jest na dwóch katalogach biskupich, lubiąskim i henrykowskim.

## Przekład na język polski
- Kronika książąt polskich, przekład i opracowanie Jerzy Wojtczak-Szyszkowski, Wydawnictwo i Drukarnia Świętego Krzyża, Opole 2019. ISBN 978-83-7342-696-2